# 巴西护照
巴西護照是由巴西聯邦警察向當地公民簽發、供其在國外出入境的旅行及身份證明文件。
巴西護照在全球有效，並可按相關簽證要求在各國出入境。但是，若在圭亞那或蘇里南以外的南美洲國家過境，則無需使用護照，而是憑藉巴西身份證。
現行版本的巴西護照為第三代生物特徵護照，自2019年起發行。

## 歷史
最早期的巴西護照在1530年發行，用於在出入境港口邊檢之用，但並未稱為「護照」。而在1891年，有關旅行證件才正名為「巴西護照」。

### 版本及樣式
而自1970年初起，巴西護照歷經五個版本，至今使用的為2019年版本。

#### 1970年代前版
1970年代前版本護照封面為綠色，並以葡、法雙語印刷所有內容，而內頁並非可機讀格式。此等護照一直簽發至1970年代中為止。

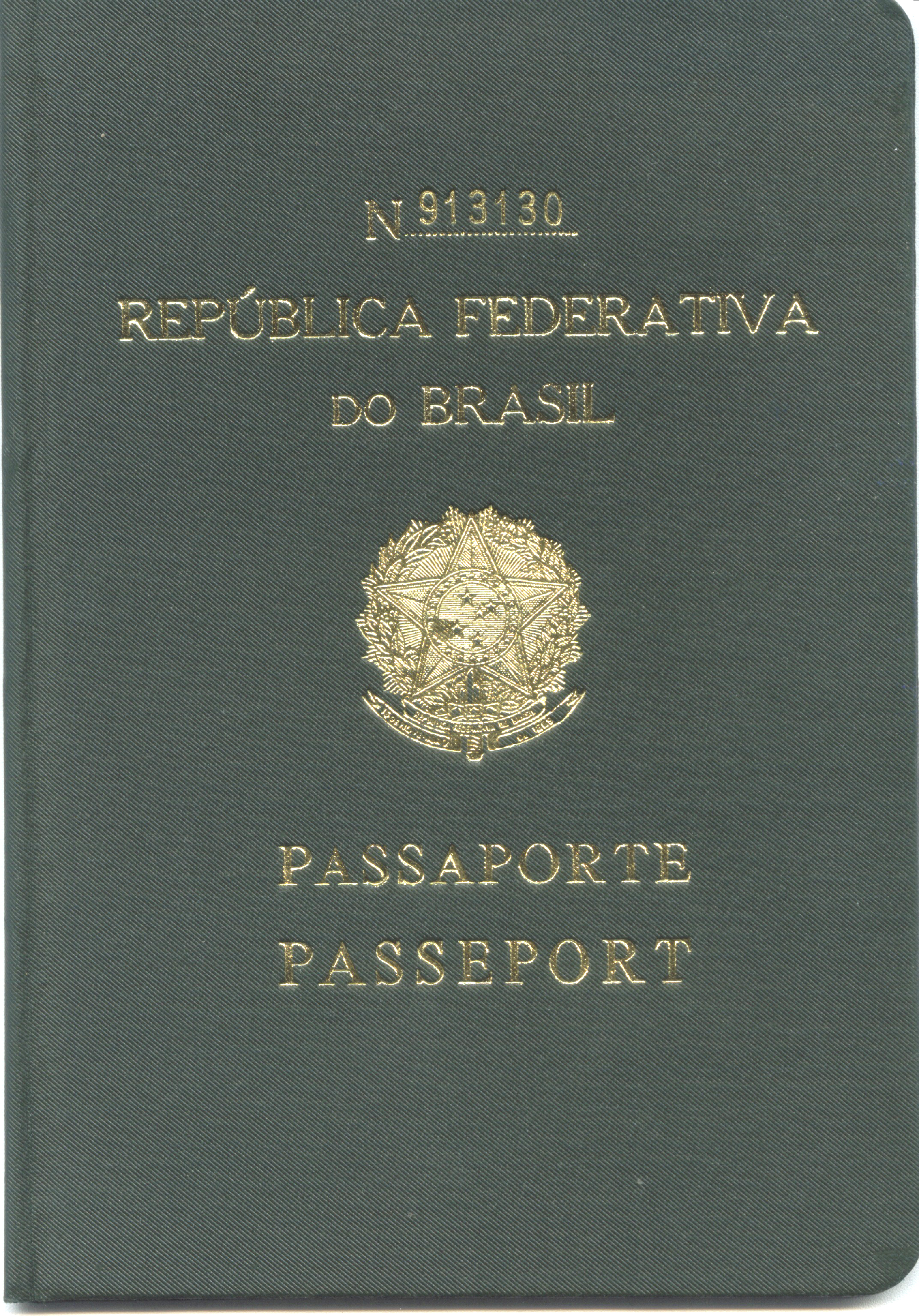
1970前版護照封面

#### 1970年代中版
1970年代中版本護照於1970年代中發行，一直簽發至2006年為止，是1970年以來巴西五個版本護照中，發行時間最長的一個。
與上一個版本一樣，1970年版封面均為綠色，而且仍未改為可機讀格式。與1970年前版本比較，此版本封面的國名及「護照」字樣只以葡萄牙語標示，但內頁資料則新增以英語標示。

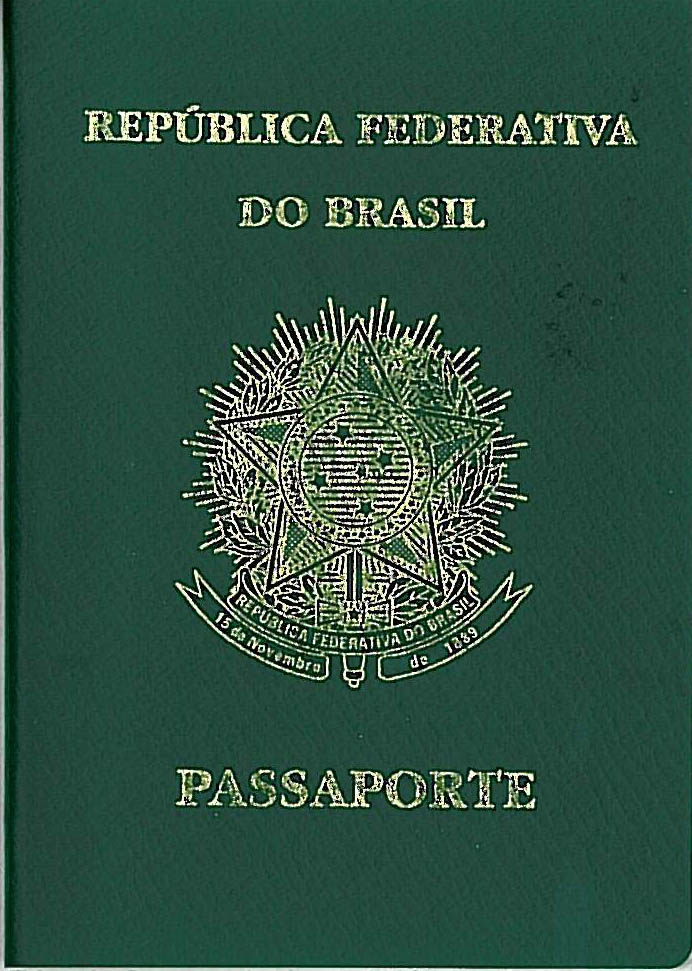
1970年代中版本護照封面

#### 2006版
2006年12月，巴西開始發行新版本護照，是為2006版護照。為了配合南方共同市場護照標準，普通護照封面顏色改為藍色，並同時在封面頂端標註「Mercosul」（「南方共同市場」的葡萄牙語）
。
此外，2006版為可機讀護照，取代了多年來護照資料均為手寫的做法。
2006版護照共有20處防偽特徵，較前一版本的防偽能力有所加強。

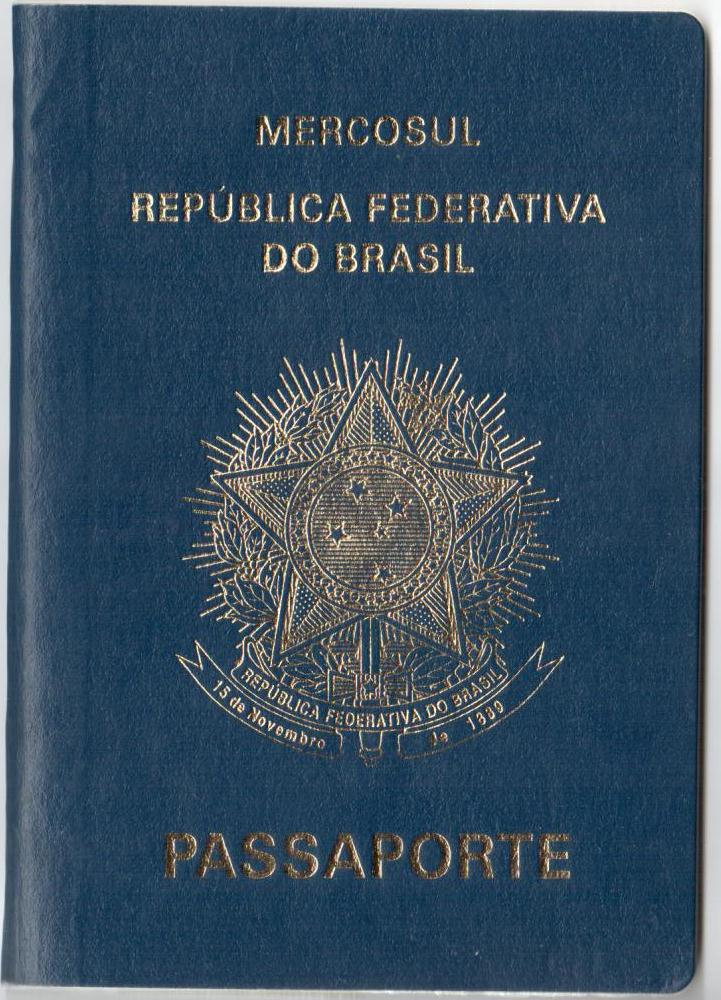
2006版護照封面

#### 2010版
2010年11月，巴西2010版護照開始發行，是該國第一個版本的生物特徵護照。除了加入晶片外，2010版與2006版分別不大。

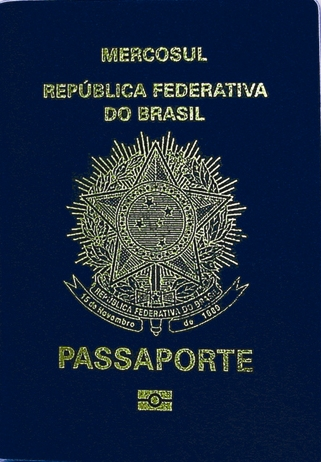
2010版護照封面

#### 2015版
2015年，巴西第二個版本的生物特徵護照發行，主要分別是封面圖案由國徽改為南方共同市場的南十字星座標誌，而字體等亦作出相應改動。
此版本護照只發行了四年即告改版，是1970年以來五個版本的巴西護照中，發行時間最短的一個。

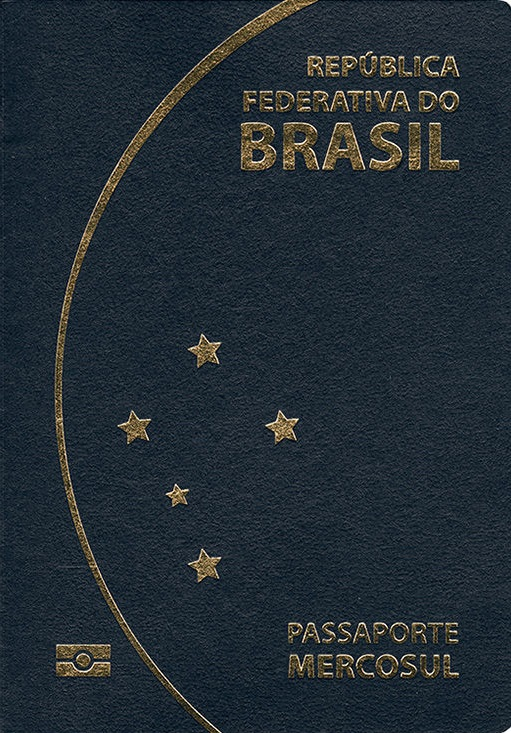
2015版護照封面

#### 2019版
2019版的巴西護照是在2019年1月發行，重新使用國徽為封面，但字體大小比例與2010版有所不同。此版本亦是巴西第三個版本的生物特徵護照。

2019版護照封面

#### 2023版
現行版本為2023年10月3日發行，在設計上採用將前兩版的設計概念混合而成，為目前最新版本的封面設計。

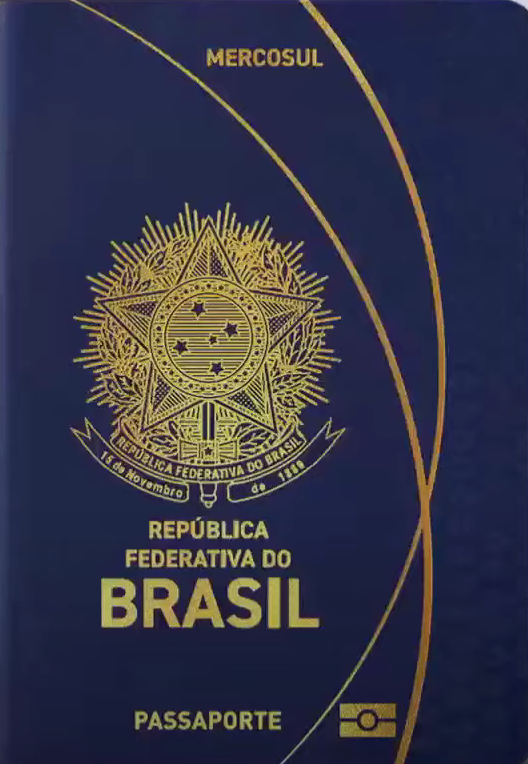
2023版護照封面

## 護照類別
巴西護照共分為六個類別，詳情如下：
- 普通護照（藍色）：向一般公民發出。
- 公務護照（綠色）：向非外交官、因公出行的巴西官員發出。
- 外交護照（紅色）：向巴西外交官發出。
- 通行證（棕色）：向未具公民身份的巴西居民發出，供其回國之用，並僅限使用一次。
- 難民護照（黃色）：向難民及無國籍人士發出。
- 緊急護照（淺藍色）：向遺失護照的巴西公民發出，供其回國之用，並僅限使用一次。

## 申請程序
所有巴西護照的申請均在網上進行。在指定網頁上填妥並列印表格，並於銀行（可透過網上銀行服務）繳費後，申請人需預約時間到警署遞交並核對所需證明。
所需資料如下：
- 身份證
- 出世紙
- 稅務證明（如身份證上無繳稅代碼時適用）
- 辦證費用收據
- 已列印的申請表

在必要情況下，警方可要求申請人提交更多資料核實（例如結婚證、投票通知書等）。
值得一提的是，所有普通護照申領程序不設加急處理。

## 護照內容

### 個人資料頁
個人資料頁包括以下內容：
- 相片
- 證件類別（P）
- 國家代碼（BRA）
- 護照編號
- 姓
- 名
- 國籍（Brasileiro（a））
- 身份證號碼
- 性別
- 出生地
- 家長姓名
- 簽發日
- 到期日
- 發證機構（DPF，即巴西聯邦警察）

### 簽署頁
持證人簽署頁位於護照第3頁。

### 請求頁
在巴西護照的請求頁中，護照信息以西班牙文、英文、葡萄牙文和法文刊印，內容如下：
西班牙文：
|  |

英文：
|  |

葡萄牙文:
|  |

法文：
|  |

中文語意如下：
| [茲請外國政府向持照人在需要時提供協助或保護。] 错误：{{Lang}}：無法辨識代碼 cn（帮助） |

## 旅遊待遇
根据2025年1月8日发布的亨利护照指数，巴西护照可免签证、落地签证或电子签证入境171个国家和地区，位居世界第18，与安道尔、圣马力诺、中华人民共和国香港特别行政区护照并列。

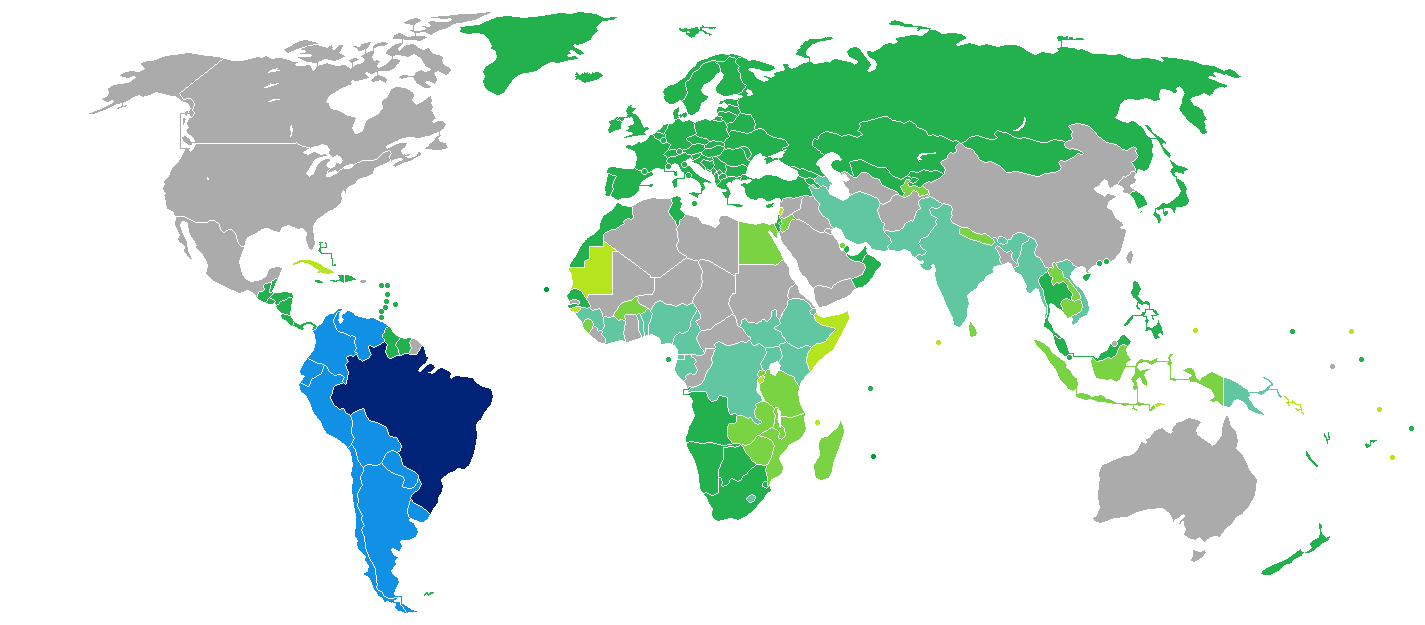
巴西公民簽證要求
巴西
身份證入境
免簽證
落地簽證
電子簽證
落地或電子簽證
需事先辦理簽證

## 外部連結
- Get to know the new Brazilian passport - Brazilian Foreign Relations Ministry
- Chip deixará passaporte brasileiro mais seguro e caro a partir de novembro